# فرانتيشيك مسافيسك
فرانتيشيك مسافيسك (بالتشيكية: František Mysliveček)‏ (مواليد 19 يونيو 1965)، هو لاعب كرة قدم سابق كان يلعب كلاعب وسط.

## وصلات خارجية
- فرانتيشيك مسافيسك على موقع رابطة كرة القدم اليابانية للمحترفين (اليابانية)
- فرانتيشيك مسافيسك على موقع قاعدة بيانات كرة القدم.إي يو (الإنجليزية)
- فرانتيشيك مسافيسك على موقع عالم كرة القدم.نت (الإنجليزية)